# Sympatykomimetyki
Sympatykomimetyki, sympatykotoniki – grupa substancji pobudzających współczulny (sympatyczny) układ nerwowy pośrednio lub bezpośrednio. Substancje stymulujące bezpośrednio receptory adrenergiczne nazywa się też adrenomimetykami. Są to substancje o budowie i działaniu podobnym do naturalnie występujących we współczulnym układzie nerwowym neuroprzekaźników, to znaczy adrenaliny i noradrenaliny. Pośrednie działanie sympatykomimetyków polega na zwiększaniu stężenia neuroprzekaźników w synapsach układu współczulnego poprzez:

a. zahamowanie wychwytu zwrotnego  przekaźnika (trójcykliczne leki przeciwdepresyjne, kokaina)

b. zahamowanie monoaminooksydazy (inhibitory monoaminooksydazy)

c. zahamowanie katecholo-O-metylotransferazy – rzadko wykorzystywane

d. zwiększenie wydzielania przekaźnika z zakończenia nerwowego, tak zwane działanie na ziarnistości (efedryna, amfetamina).
Sympatykomimetyki mają wielokierunkowe działanie na organizm, wiele z nich jest środkami psychoaktywnymi lub lekami. Znanym psychoaktywnym sympatykomimetykiem jest amfetamina, która działa jednocześnie na dwa sposoby – hamuje wychwyt zwrotny monoamin oraz zwiększa wydzielanie przekaźników – przez co jej euforyzujący efekt działania jest mocno odczuwalny. W Polsce od 2017 r. na liście leków znajduje się (wg stanu na listopad 2022) dimezylan lisdeksamfetaminy, prolek dekstroamfetaminy.
Receptory adrenergiczne, których pobudzenie jest skutkiem stymulacji układu współczulnego dzieli się na dwa typy – receptory α- i β-adrenergiczne. Sympatykomimetyki, zależnie od skutku ich działania na oba typy receptorów, dzieli się na selektywne (pobudzające głównie receptory α lub β) i nieselektywne (pobudzające w jednakowym stopniu receptory α i β). W przypadku sympatykomimetyków selektywnych trzeba jednak pamiętać, że ich selektywność nigdy nie jest stuprocentowa. Zawsze występuje niewielki komponent nieselektywności, co ma znaczenie kliniczne.

## Niektóre efekty pobudzenia układu współczulnego
- rozszerzenie źrenic
- wzrost ciśnienia tętniczego krwi
- przyspieszenie akcji serca (tachykardia), wzrost siły skurczu
- rozszerzenie oskrzeli, przyspieszenie oddechu
- zwiększone zużycie tlenu przez serce i inne mięśnie
- wzrost glikemii, lipoliza

## α-adrenomimetyki
Są to substancje pobudzające receptory α1 znajdujące się w mięśniach gładkich naczyń krwionośnych, śliniankach, mięśniach gładkich macicy, mięśniach gładkich ściany oskrzelików, zwieraczach, mięśniówce gładkiej ściany tętniczki doprowadzającej nerki oraz w mięśniu rozwieraczu źrenicy. Działają też na receptory α2, które znajdują się w części presynaptycznej neuronu.
Receptory α1 są sprzężone z białkiem Go. Ich pobudzenie powoduje aktywację fosfolipazy C, która katalizuje przemianę 3,5-bisfosforanu fosfatydyloinozytolu (PIP2) do 1,4,5-trisfosforanu inozytolu (IP3) i diacyloglicerolu (DG). Następuje aktywacja kinazy białkowej C. W mięśniach gładkich i zwieraczach dochodzi do skurczu (czego rezultatem jest zwiększenie oporu obwodowego i wzrost ciśnienia), ponadto następuje rozszerzenie źrenicy.
Receptory α2 znajdują się w presynaptycznej części neuronu i są sprzężone z białkiem Gi. Ich pobudzenie obniża poziom cyklicznego AMP. Powoduje to zahamowanie uwalniania noradrenaliny do szczeliny synaptycznej i w rezultacie zmniejszenie jej poziomu i działania. Skutki pobudzenia receptorów α2 są przeciwne do skutków pobudzenia receptorów α1 – należą do nich: rozkurcz naczyń krwionośnych, nasilenie agregacji płytek krwi oraz hamowanie wydzielania insuliny w trzustce.
Leki α-adrenergiczne działające obwodowo, czyli pobudzające receptory α1 stosuje się w przypadku zapalenia górnych dróg oddechowych, zaburzenia krążenia pochodzenia ortostatycznego oraz zbyt niskiego ciśnienia. Leki α-adrenergiczne pobudzające receptory α2 są lekami przeciwnadciśnieniowymi (obniżają ciśnienie krwi).

### Agonisty receptora α1
- fenylefryna
- etyleftyna
- midodryna
- metoksamina

### Agonisty receptora α2
- klonidyna
- moksonidyna
- tizanidyna[4]
- detomidyna[5][6][7]
- medetomidyna[6]
- deksmedetomidyna[6]
- deksmidyna[6]
- romifidyna[7][8]
- tiamenidyna
- guanfacyna
- guanabanz
- ksylazyna

### Agonisty receptora α1i α2
- ksylometazolina
- oksymetazolina
- tetryzolina
- nafazolina
- tymazolina

## β-adrenomimetyki
Pobudzają metabotropowe receptory β-adrenergiczne, które znajdują się w mięśniu sercowym, mięśniach gładkich oskrzeli, macicy i obwodowych naczyń krwionośnych. 
Receptory β są sprzężone z białkiem Gs, które składa się podjednostek α, β i γ. Po przyłączeniu agonisty do receptora, od białka Gs oddysocjowuje podjednostka α-GTP, która aktywuje cyklazę adenylową. Cyklaza adenylowa katalizuje przemianę ATP do 3'-5'-cyklicznego adenozynomonofosforanu (cAMP). Wzrasta poziom cAMP, który aktywuje kinazy białkowe A (PKA). Następuje wydalanie jonów wapnia na zewnątrz komórki i zatrzymanie jego uwalniania z siateczki śródplazmatycznej. Zachodzi również fosforylacja kinazy lekkich łańcuchów miozyny (MLCK) i staje się ona nieaktywna. W rezultacie nie dochodzi do powstania kompleksu wapń-kalmodulina-MLCK, co powoduje – w zależności od umiejscowienia receptorów – rozkurcz mięśni gładkich naczyń krwionośnych, oskrzeli i/lub macicy.
Pobudzenie receptorów β1 w mięśniu sercowym powoduje wzrost stężenia cAMP, stymulację kinazy białkowej A i fosforylację białek kanału wapniowego typu L. Kanały wapniowe otwierają się i wapń napływa do wnętrza komórki. Następuje intensyfikacja pracy serca – częstość skurczów, siła skurczów, przewodnictwo i pobudliwość serca ulegają zwiększeniu, równocześnie wzrasta jednak zapotrzebowanie mięśnia sercowego na tlen. 
β-mimetyki stosuje się przede wszystkim w leczeniu astmy oskrzelowej i przewlekłej obturacyjnej choroby płuc jako leki rozszerzające oskrzela i ułatwiające oddychanie. Leki z tej grupy znajdują również zastosowanie w podtrzymywaniu ciąży przez obniżanie kurczliwości macicy.

### Agonisty receptora β1w mięśniu sercowym
- dobutamina
- ksamoterol

### Agonisty receptora β2w mięśniach gładkich macicy i oskrzeli
- formoterol
- fenoterol
- salbutamol
- salmeterol
- terbutalina

### Agonisty receptora β2w mięśniach gładkich obwodowych naczyń krwionośnych
- bametan
- bufenina
- izoksupryna

### Agonisty receptora β1i β2
- orcyprenalina
- izoprenalina

## Nieselektywne α- i β-adrenomimetyki
- adrenalina
- etylefryna
- efedryna
- pseudoefedryna
- dopamina
- amfetamina
- metamfetamina
- pemolina
- kokaina

## Zobacz
- sympatykotonia
- parasympatykomimetyki